# İçeriçumra, Çumra
İçeriçumra là một thị trấn thuộc huyện Çumra, tỉnh Konya, Thổ Nhĩ Kỳ. Dân số thời điểm năm 2011 là 7.078 người.